# Tir aux Jeux olympiques d'été de 1936
Navigation
Los Angeles 1932 Londres 1948
Trois épreuves de tir sportif sont disputées à l'occasion des Jeux olympiques d'été de 1936. À domicile, les tireurs allemands terminent à la première place du classement des médailles.

## Tableau des médailles
| Rang | Nation             | Or | Argent | Bronze | Total |
| ---- | ------------------ | -- | ------ | ------ | ----- |
| 1    | Reich allemand     | 1  | 2      | 0      | 3     |
| 2    | Suède              | 1  | 0      | 1      | 2     |
| 3    | Norvège            | 1  | 0      | 0      | 1     |
| 4    | Royaume de Hongrie | 0  | 1      | 0      | 1     |
| 5    | France             | 0  | 0      | 1      | 1     |
| 5    | Pologne            | 0  | 0      | 1      | 1     |

## Résultats
Toutes les épreuves sont mixtes.
| Épreuves                       | Or                          | Argent                  | Bronze                         |
| 50 m carabine position couchée | Willy Røgeberg 36 pts.      | Ralph Berzsenyi 35 pts. | Władysław Karaś 34 pts.        |
| Pistolet à 50 m                | Torsten Ullman 95 pts.      | Erich Krempel 91 pts.   | Charles des Jamonières 90 pts. |
| Pistolet feu rapide à 25 m     | Cornelius van Oyen 580 pts. | Heinrich Hax 571 pts.   | Torsten Ullman 569 pts.        |